# 島津忠興
參數所指定的目標頁面不存在，建議更正成存在頁面或直接建立下列一個頁面（建立前請先搜尋是否有合適的存在頁面可以取代）：
- 島津忠興 (薩州家)

島津忠興（日语：／ Shimazu Tadaoki，1599年7月21日—1637年8月1日）是日本江戶時代前期的武將、大名。日向國佐土原藩第2代藩主。父親是佐土原藩初代藩主島津以久。

## 生平
在慶長4年（1599年）出生，家中三男。慶長15年（1610年），因為父親以久死去，於是成為繼承人。慶長19年（1614年），在大坂冬之陣中，以德川軍身份參戰。翌年（1615年），在大坂夏之陣中，因為遲到而沒能參戰。
在寬永14年（1637年）死去。繼承人是長男久雄。

## 外部連結
- 武家家伝＿島津氏 （页面存档备份，存于）